# Edda Award para Melhor Ator e Atriz
Melhor Ator e Melhor Atriz são prêmios dados, ora juntos ora separados, no Edda Awards, desde 1999, anualmente.

## Vencedores: 1999-2003
Entre 1999 e 2003, havia um prêmio para o melhor ator e um para a melhor atriz.
Vencedores - Melhor Ator:
- 1999 - Ingvar E. Sigurðsson por Slurpurinn & Co
- 2000 - Ingvar E. Sigurðsson por Englar alheimsins
- 2001 - Jón Gnarr por Fóstbræður
- 2002 - Gunnar Eyjólfsson por Hafið
- 2003 - Tómas Lemarquis por Nói albínói

Vencedoras - Melhor Atriz:
- 1999 - Tinna Gunnlaugsdóttir por Ungfrúin góða og húsið
- 2000 - Björk por Myrkradansarinn (Dançando no escuro)
- 2001 - Margrét Vilhjálmsdóttir por Mávahlátur
- 2002 - Elva Ósk Ólafsdóttir por Hafið
- 2003 - Sigurlaug Jónsdóttir por Stormviðri

## Vencedores: 2004-2006
Desde 2004, tem sido entregue apenas um prêmio (para atriz ou ator).
Vencedores:
- 2004 - Ingvar E. Sigurðsson por Kaldaljós (Melhor Ator)
- 2005 - Ilmur Kristjánsdóttir por Stelpurnar (Melhor Atriz)
- 2006 - Ingvar E. Sigurðsson por Hýrin (Melhor Ator)